# Garnisonkirche (Kassel)

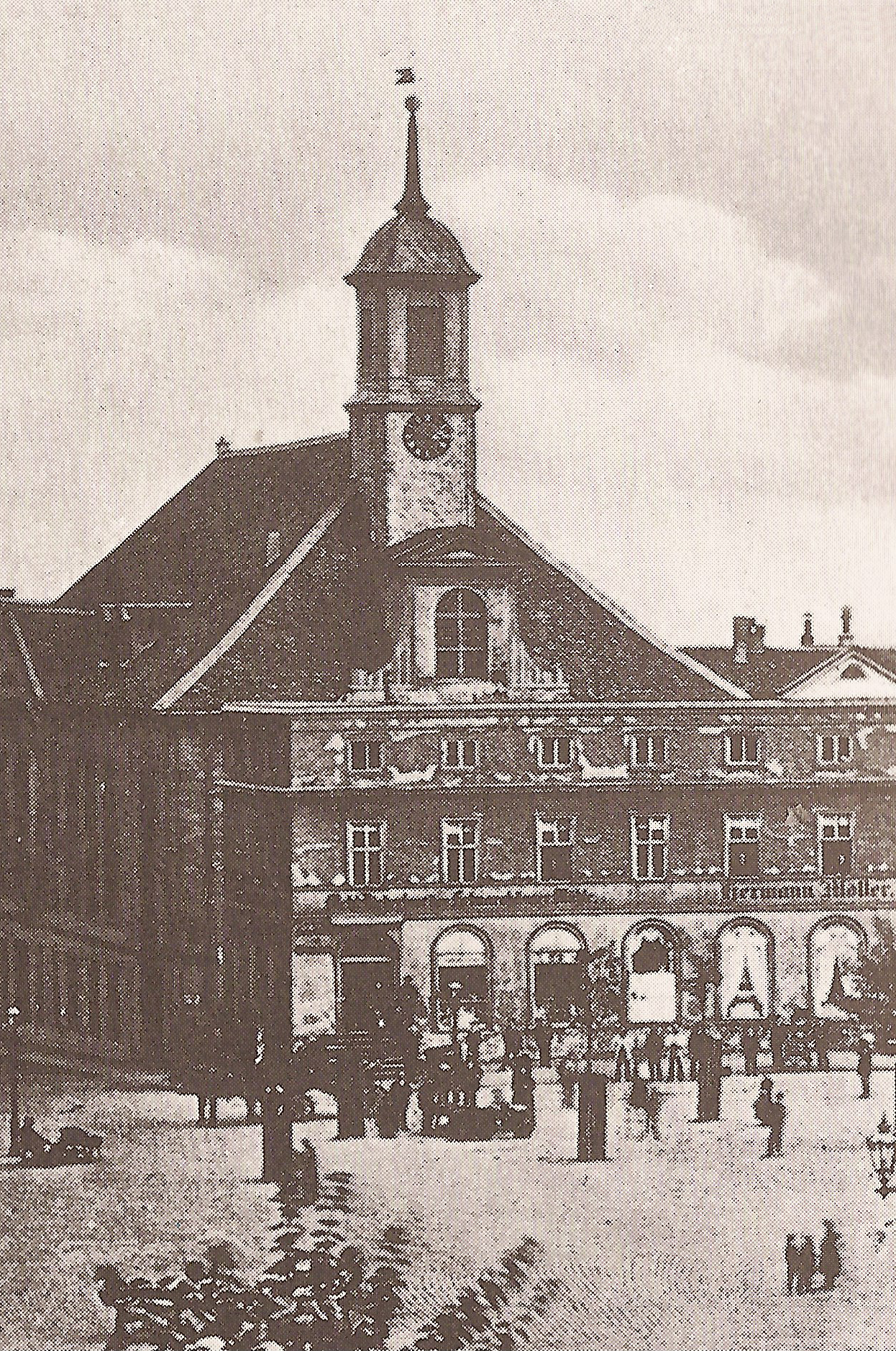
Die Garnisonkirche vom Königsplatz aus (1886).

Die Garnisonkirche war eine spätbarocke Kirche in Kassel. Sie wurde am 14. Oktober 1770 als Predigtstätte für Militärangehörige reformierten Bekenntnisses in Kassel eingeweiht. Nach ihrer Beschädigung im Zweiten Weltkrieg und einem späteren Teilabriss steht ihre Ruine noch heute unweit vom Königsplatz in der Kasseler Innenstadt.

## Geschichte
1731 vermachte Katharina Gottschalk, die Witwe eines hessischen Kapitäns, der Garnison-Gemeinde ihr Vermögen, um den Bau einer Kirche zu ermöglichen. Anfang 1757 konnte unter der Leitung des Militärbaumeisters Heinrich Christoph Bröckel mit den Bauarbeiten begonnen werden. Wegen des Beginns der Kampfhandlungen des Siebenjährigen Krieges auch in Hessen-Kassel wurden sie jedoch schon bald wieder eingestellt. Erst 1765 konnten sie wieder aufgenommen werden. Bis auf den Kirchturm waren die Arbeiten 1770 vollendet. Erst 1780 wurde durch Simon Louis du Ry ein kleiner Glockenturm errichtet.
Während der Zeit des Königreichs Westphalen (1807–1813) wurde die Kirche als Fouragemagazin verwendet. Die Einrichtungsgegenstände wurden auf andere Gemeinden verteilt oder ausgelagert.
Erst 1816 konnte das Gebäude erneut geweiht werden. Da unter Jérôme Bonaparte das Kasseler Stadtschloss samt Schlosskapelle im Jahre 1811 abgebrannt war, nutzte man die Kirche auch als Hofkapelle Kurhessens. Der Theologe Hermann Schafft wirkte in diesem Gotteshaus.

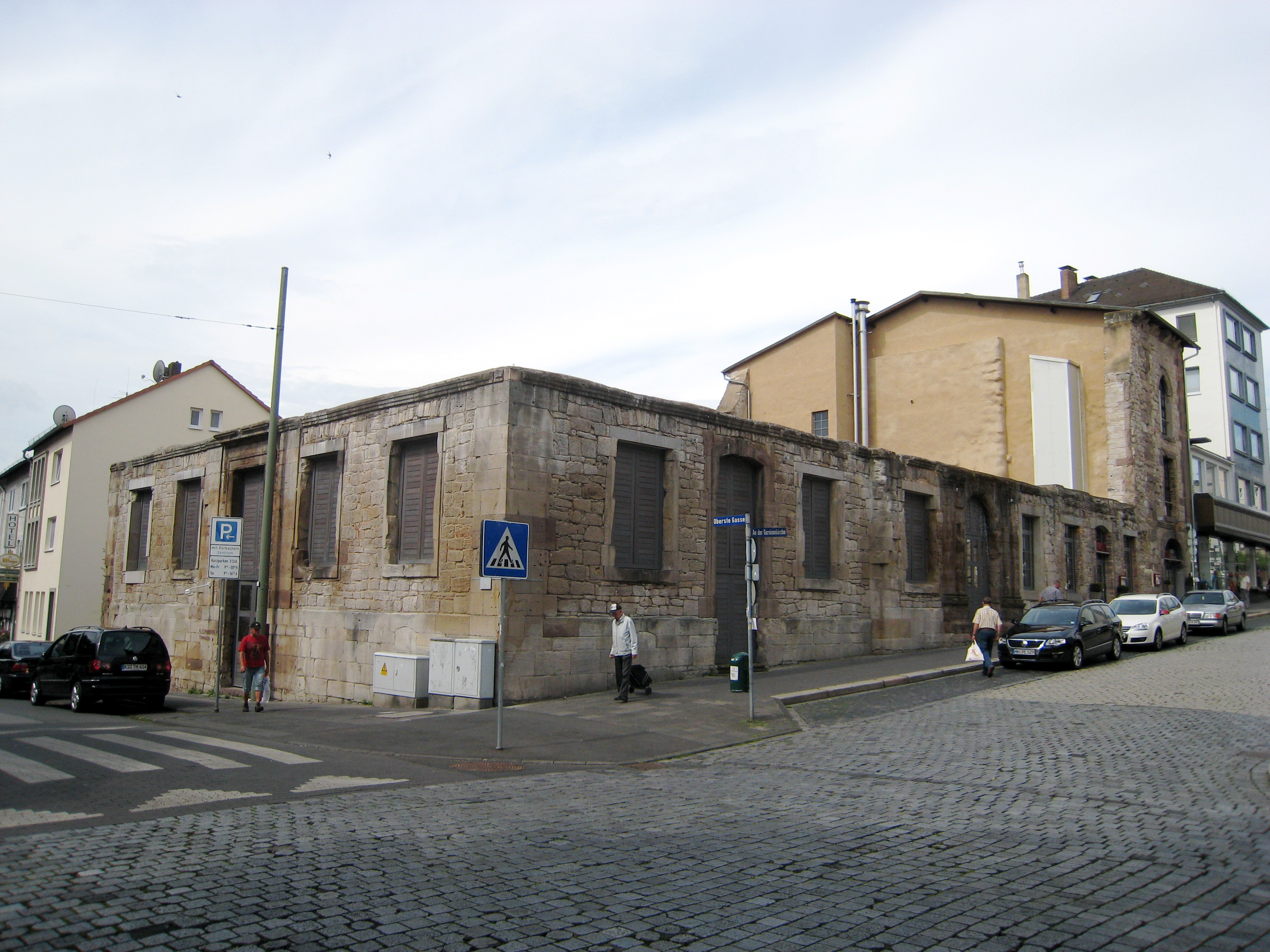
Die Ruine der Garnisonkirche am Königsplatz in Kassel. Der Turmvorbau (rechts) ist noch fast komplett erhalten.

Im Zweiten Weltkrieg brannte das Gebäude in der Nacht vom 22. zum 23. Oktober 1943 beim verheerenden Luftangriff auf Kassel am 22. Oktober 1943 nach Treffern durch Brandbomben aus; im Inneren der Kirche starben hunderte Bewohner der Stadt, die hier Schutz vor den Flammen gesucht hatten.
Die Ruine wurde nicht wiederhergestellt. Die Außenmauern waren noch im vollen Umfang erhalten und wurden nach 1955 bis auf das Sockelgeschoss abgetragen. 1987 integrierte der Künstler Tadashi Kawamata die Ruine in seinen Beitrag zur documenta 8. Nach der Nutzung der Ruine durch verschiedene kleine Gewerbebetriebe ist heute Gastronomie im Bau angesiedelt.

## Architektur
Das schlichte rechteckige Gebäude hat eine Länge von 40 und eine Breite von 20 Metern. Das einfache Sockelgeschoss mit dem Haupteingang in der Mittelachse der Längsfront sowie der Turmvorbau sind noch erhalten. Über den rechteckigen Fenstern des Erdgeschosses erhoben sich, durch ein einfaches Gurtgesims abgetrennt, die hohen rundbogigen Fenster des neunachsigen Kirchenschiffes. Ursprünglich war ein hoher Turm vorgesehen, der aber nie ausgeführt wurde. Der heute noch erhaltene Westvorbau lässt in der Mitte den massiven Unterbau eines Kirchturms erkennen; bekrönt wurde dieser Vorbau allerdings nur von einem Dachreiter mit Glockenstuhl. Das Geläut aus dem frühen 16. Jahrhundert stammte aus dem Zwehrenturm. Das Kirchenschiff wurde von einem schlichten Walmdach bedeckt. Das Mauerwerk war aus einfachen Bruchsteinen ausgeführt und sollte ursprünglich verputzt werden. Das Innere war puritanisch schlicht gehalten. Der Kirchenraum wurde von zwei Emporen umrundet. Unter der Terrasse des Restaurationsbetriebes befinden sich die Grüfte bedeutender hessischer Militärs.